# Hilda Klee
Hilda Martine Inger Klee (født Jensen 1. maj 1895 på Frederiksberg-1985) var en dansk tennisspiller fra Odense Boldklub.
Hilda Klee og Ida Mølmark Jensen fra Svendborg TK vandt 1931 de danske mesterskab i damedouble.